# Dermatobotrys
Dermatobotrys es un género con una especies de plantas de flores perteneciente a la familia Scrophulariaceae. 

## Especies seleccionadas
- Dermatobotrys saundersii

- Datos: Q6273725
- Multimedia: Dermatobotrys / Q6273725
- Especies: Dermatobotrys